# Lutang, Chongqing
Lutang (kinesiska: 芦塘) är en socken i sydvästra Kina. Den ligger i Pengshui härad i storstadsområdet Chongqing, omkring 170 kilometer öster om det centrala stadsdistriktet Yuzhong. Antalet invånare är 6 750. Befolkningen består av 3 034 kvinnor och 3 716 män. Barn under 15 år utgör 25,0 %, vuxna 15-64 år 63 %, och äldre över 65 år 11,0 %.